# Carudes
Els carudes (en llatí charudes, en grec antic Χαροῦδες) són una tribu germànica esmentada per Claudi Ptolemeu entre les que habitaven el Quersonès Címbric (Jutlàndia), i que són probablement el mateix poble que Suetoni menciona amb el nom de Carides. No és igual de segur que fossin el mateix poble que els Harudes, que van servir a l'exèrcit d'Ariovist i que menciona Juli Cèsar.